# 紫萁
紫萁（学名：Osmunda japonica）为紫萁科紫萁属下的一个种。

## 扩展阅读
- 維基物種上的相關：紫萁